# David Ayer
David Ayer (Champaign, 18 januari 1968) is een Amerikaanse filmregisseur, scenarioschrijver en producent.

## Biografie
David Ayer werd geboren in Champaign, Illinois, maar groeide op in Bloomington, Minnesota en Bethesda, Maryland. Als tiener verliet hij het ouderlijk huis en trok hij in bij een neef uit Los Angeles. De ervaringen die hij als jongeman in South Los Angeles opdeed, dienden later als basis voor heel wat van zijn filmprojecten. Op latere leeftijd sloot Ayer zich aan bij de Amerikaanse marine, waar hij een bemanningslid van een onderzeeër werd.
Ayers eerste scenario ging dan ook over een onderzeeër. U-571 (2000), genoemd naar de gelijknamige duikboot uit de Tweede Wereldoorlog, werd een succes bij het Amerikaanse publiek en sleepte een Academy Award in de wacht. De film kreeg echter ook heel wat kritiek te verduren. In de actiethriller is te zien hoe de Amerikanen de belangrijke codeermachine Enigma te pakken krijgen, terwijl in werkelijkheid vooral de Britten hier een grote rol in speelden. Dat het scenario vol historische fouten zat - zo was de echte onderzeeër U-571 nooit betrokken bij de gebeurtenissen die in de film aan bod komen - lokte onder meer een verontwaardigde reactie van toenmalig Brits premier Tony Blair en verontschuldigingen van Amerikaans president Bill Clinton uit. Ayer verontschuldigde zich later voor het verdraaien van de feiten.
Ayers volgende scenario, Training Day (2001), werd geregisseerd door Antoine Fuqua. De misdaadfilm die zich in Los Angeles afspeelde, werd een groot succes en leverde hoofdrolspeler Denzel Washington zijn eerste Oscar op. Ayer, die zelf ook een kleine cameo had in de film, schreef het scenario voor Training Day terwijl hij research deed voor de film Dark Blue (2002). Voor die laatste film bewerkte hij een verhaal van auteur James Ellroy. In hetzelfde jaar als Training Day verscheen ook de actiefilm The Fast and the Furious in de bioscoop. Ayer werkte net als Gary Scott Thompson en Erik Bergquist mee aan het scenario van de eerste film uit de gelijknamige franchise. Nadien schreef Ayer samen met David McKenna het script voor de actiethriller S.W.A.T. (2003). De film was gebaseerd op de gelijknamige tv-serie uit de jaren zeventig en had een sterrencast bestaande uit Samuel L. Jackson, Colin Farrell, Michelle Rodriguez en LL Cool J.
In 2005 maakte Ayer zijn regiedebuut. Harsh Times, met Christian Bale in de hoofdrol, was een verfilming van zijn eigen scenario. De meeste personages uit de film waren (gedeeltelijk) gebaseerd op mensen die hij kende uit zijn periode in South Los Angeles. In 2008 regisseerde Ayer de misdaadfilm Street Kings, waarvoor misdaadauteur James Ellroy eind jaren 90 het scenario schreef onder de titel The Night Watchman. Het was de eerste keer dat Ayer niet zelf instond voor het verhaal.
In 2012 verfilmde Ayer opnieuw een eigen scenario. End of Watch werd opgenomen als een pseudodocumentaire en volgde twee ambitieuze politieagenten uit South Los Angeles. De film kreeg positieve recensies.

## Filmografie
| Jaar | Titel                    | Regisseur | Scenarist | Producent  | Opmerking                          |
| ---- | ------------------------ | --------- | --------- | ---------- | ---------------------------------- |
| 2000 | U-571                    |           |           |            |                                    |
| 2001 | Training Day             |           |           |            | Cameo als Russische huurmoordenaar |
| 2001 | The Fast and the Furious |           |           |            |                                    |
| 2002 | Dark Blue                |           |           |            |                                    |
| 2003 | S.W.A.T.                 |           |           |            |                                    |
| 2005 | Harsh Times              |           |           |            |                                    |
| 2008 | Street Kings             |           |           |            | Cameo als gedetineerde             |
| 2012 | End of Watch             |           |           |            |                                    |
| 2014 | Sabotage                 |           |           |            |                                    |
| 2014 | Fury                     |           |           |            |                                    |
| 2016 | Suicide Squad            |           |           |            |                                    |
| 2014 | Bright                   |           |           |            |                                    |
| 2020 | Birds of Prey            |           |           | Uitvoerend |                                    |
| 2020 | The Tax Collector        |           |           |            |                                    |
| 2024 | The Beekeeper            |           |           |            |                                    |
| 2025 | A Working Man            |           |           |            |                                    |

- Biblioteca Nacional de España: XX1597178
- Bibliothèque nationale de France: cb14449219c (data)
- Gemeinsame Normdatei: 141939737
- International Standard Name Identifier: 0000 0001 0879 1642
- Library of Congress Control Number: no2002074485
- Nationale Bibliotheek van Tsjechië: xx0050110
- Nationale Bibliotheek van Israël: 987007431826805171
- Nederlandse Thesaurus van Auteursnamen: 305048910
- Istituto Centrale per il Catalogo Unico: UBOV702772
- Système universitaire de documentation: 085266418
- Virtual International Authority File: 24273130
- WorldCat: E39PBJx8BbHDkC9Pp86Qyf3bBP